# Cap Gros
El Cap Gros és un cap de la costa de la Marenda del terme comunal de Portvendres, a la comarca del Rosselló (Catalunya del Nord).
Està situat a la zona nord del terme de Portvendres, al nord mateix de la població.
Fou un lloc d'alt valor per als militars alemanys ocupants de la Segona Guerra Mundial, que hi van construir una dotzena d'emplaçaments per a bateries d'artilleria, dos dels quals -els més propers al cap i, alhora, a la població, de més volum.